# 22647 Lévi-Strauss
22647 Lévi-Strauss è un asteroide della fascia principale. Scoperto nel 1998, presenta un'orbita caratterizzata da un semiasse maggiore pari a 3,9551104 UA e da un'eccentricità di 0,2523556, inclinata di 2,31234° rispetto all'eclittica.
Fa parte della famiglia di asteroidi Schubart, all'interno del gruppo dinamico Hilda, che si trova in risonanza 2:3 col pianeta Giove.
È dedicato al celebre antropologo francese Claude Lévi-Strauss.